# Condado de Webster (Missouri)
O Condado de Webster é um dos 114 condados do estado americano de Missouri. A sede do condado é Marshfield, e sua maior cidade é Marshfield. O condado possui uma área de 1 538 km² (dos quais 1 km² estão cobertos por água), uma população de 31 045 habitantes, e uma densidade populacional de 20 hab/km² (segundo o censo nacional de 2000). O condado foi fundado em 1855.